# وزن (ستاره)

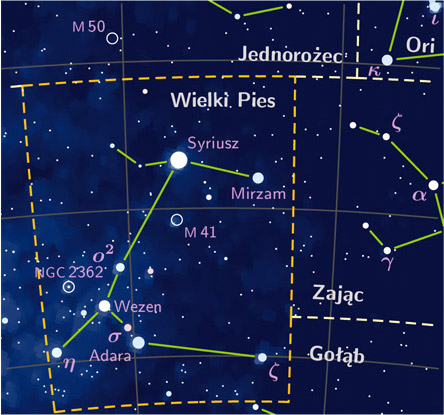
مکان ستاره وزن در صورت فلکی سگ بزرگ. ستاره پرنور مرکز صفحه شباهنگ است

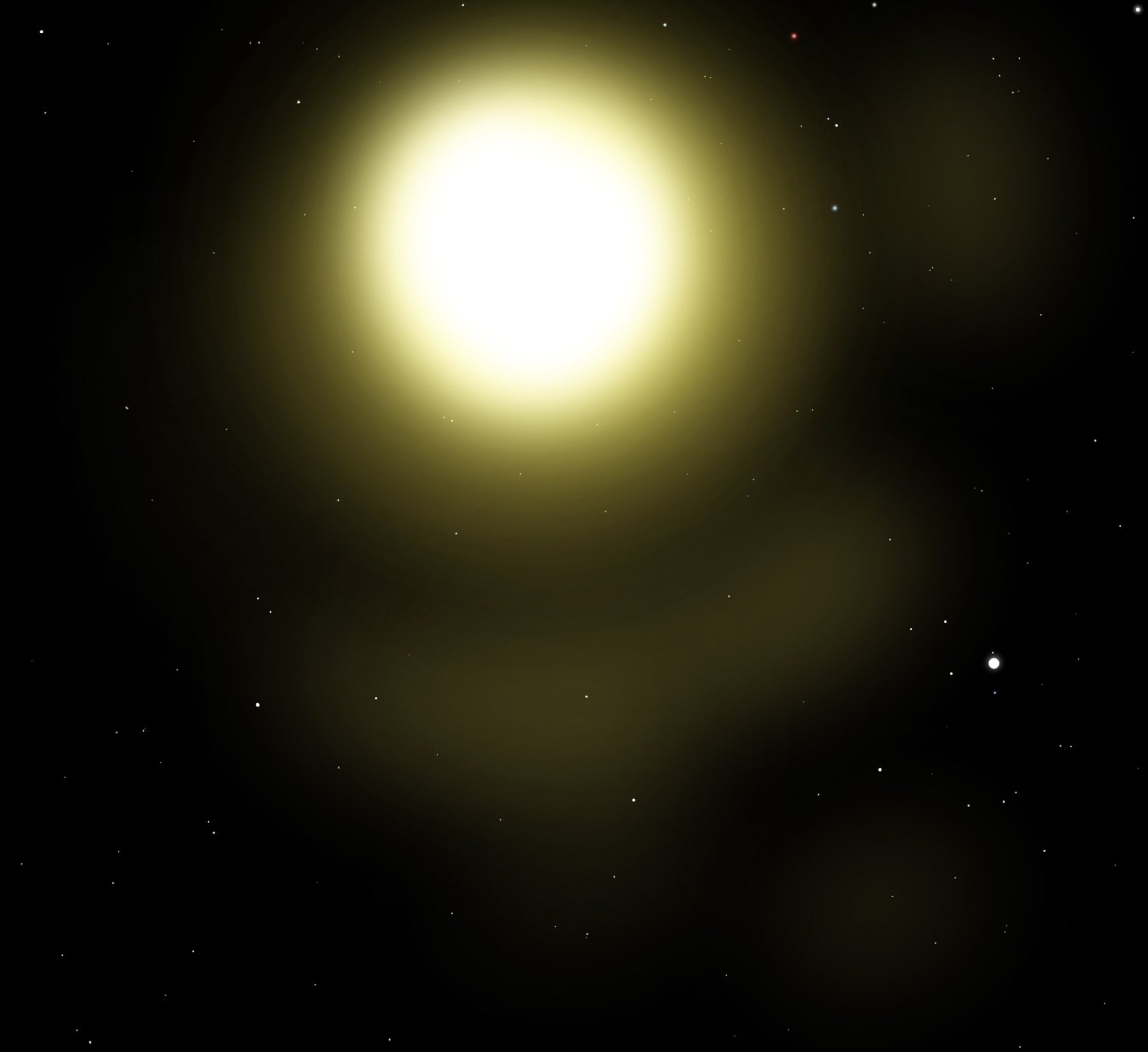
تصویر خیالی از ستاره وزن

وزن یا دلتا سگ بزرگ (به انگلیسی: wezen) ستاره‌ای در صورت فلکی سگ بزرگ است. این ستاره یک ابرغول کلاس اف است و فاصله آن با زمین ۱۷۹۰ سال نوری تخمین زده شده‌است.

## وجه تسمیه
وجه تسمیه این ستاره اصلاً معلوم نیست؛ اما اخترشناسان امروزی می‌دانند که برحسب اتفاق این ستاره با جرمی حدود ۱۷ جرم خورشیدی ستاره‌ای پرجرم است و در آینده با انفجار ابرنواختری به زندگی خود پایان خواهد داد.

## مشخصات ستاره
وزن یک ابرغول کلاس اف با شعاع ۲۳۷ برابر خورشید و قدر ظاهری ۱/۸ از ستارگان درخشان آسمان محسوب می‌شود. این ستاره وزنی معادل ۱۷ جرمی خورشیدی دارد و دمای سطحی آن ۵۸۱۸ درجه کلوین تخمین زده شده‌است. پس از پایان یافتن منبع هیدروژن، ستاره تبدیل به یک ابرغول سرخ خواهد شد و در نهایت با یک انفجار عظیم ابرنواختری به زندگی خود پایان خواهد داد. قدر مطلق ستاره وزن ۶٫۹- است و در صورتی که فاصله آن با زمین به اندازه ستاره شباهنگ بود به میزان هلال نیمه کامل ماه نورافشانی می‌کرد.